# Fédération américaine de bridge
 (octobre 2017).
La Fédération américaine de bridge, en anglais, United States Bridge Federation (USBF), est l'organisation nationale chargée de gérer et de promouvoir la pratique du bridge aux États-Unis. Elle a été fondée en 2001 par l'ACBL et l'ABA pour être un organisme indépendant. En tant que membre de la World Bridge Federation, elle supporte celle-ci dans ses efforts de promouvoir le bridge et sa pratique dans le monde. Elle ne doit pas être confondue avec l'American Contract Bridge League (en).

## Source
- (en) Cet article est partiellement ou en totalité issu de l’article de Wikipédia en anglais intitulé « United States Bridge Federation » (voir la liste des auteurs).

## Note
1. ↑  L'ACBL est l'une des huit organisations zonales rattachées à la World Bridge Federation, et est chargée de promouvoir le bridge sur les États-Unis, le Canada, le Mexique et les Bermudes.